# Los Amates (Izabal)
Los Amates ist eine Kleinstadt im Osten Guatemalas. Sie ist Verwaltungssitz der gleichnamigen Großgemeinde (Municipio) im Departamento Izabal. In dem 1.615 km² großen Municipio leben über 60.000 Menschen. 

## Geographie
Los Amates liegt südlich des Izabal-Sees im Tal des Río Motagua. Zwischen dem See und dem Fluss verlaufen in nordöstlicher Richtung die Ausläufer der Sierra de las Minas, die hier noch Höhen von etwa 1000 m erreichen. Im Süden bildet die Sierra del Merendón die Grenze zu Honduras. Das Municipio umfasst den gesamten südwestlichen Teil des Departamentos Izabal. Im Norden grenzt es an den Izabal-See, im Osten an das Municipio Morales, im Süden an Honduras, im Südwesten an das Departamento Zacapa und im Westen an das Municipio El Estor. Es untergliedert sich in 9 Dörfer (Aldeas) und 190 Weiler (Caseríos). Das Klima ist im Allgemeinen tropisch heiß.

## Geschichte
Das Gebiet von Los Amates wurde erst Ende des 19. Jahrhunderts systematisch besiedelt. Der Name des Ortes und des Municipios stammt von den Amate-Feigenbäumen (Ficus glabrata), die die Gegend prägten. Das Municipio wurde 1916 offiziell eingerichtet. Der kleine, relativ alte Ort Izabal am Südufer des gleichnamigen Sees war von 1888 bis 1896 Hauptstadt des Departamentos Izabal. 1944 wurde der Verwaltungssitz des Municipios vorübergehend von Los Amates ins wenige Kilometer nordöstlich gelegene Nachbardorf Quiriguá verlegt. Die östlich des Dorfes gelegene ehemalige Maya-Stadt Quiriguá hat besondere historische Bedeutung und gehört heute zum UNESCO-Weltkulturerbe. Im Jahr 1910 kaufte die berüchtigte US-amerikanische United Fruit Company dort große Ländereien für ihre Bananenplantagen. Die UFC beherrschte das wirtschaftliche und soziale Leben des Municipios mehrere Jahrzehnte lang in nicht unumstrittener Weise. 1976 richtete ein Erdbeben schwere Schäden an, 1998 auch der Hurrikan Mitch.

## Wirtschaft und Verkehr
Los Amates liegt an der Fernstraße CA 9 (Carretera Interoceanica) die von Puerto Barrios an der Karibikküste über Guatemala-Stadt nach Puerto San José am Pazifik führt. Neben der CA 9 verläuft eine derzeit nicht genutzte Bahnstrecke, weswegen Los Amates auch einen stillgelegten Bahnhof hat. Die Stadt profitiert vom Durchgangsverkehr und auch etwas von dem nahen Touristenziel Quiriguá. Am Südufer des Izabal-Sees haben die Strände von Mariscos, Playa Dorada, El Morro, Guapinol, Río Blanco und Punta Brava ebenfalls touristische Bedeutung. Zu den landwirtschaftlichen Erzeugnissen zählen neben Bananen unter anderem auch Kaffee, Ananas, Bohnen, Mais, Okra sowie verschiedene andere Obst- und Gemüsearten. Eine wichtige Rolle spielen auch die Viehzucht und die Holzwirtschaft sowie der Dienstleistungssektor.